# Кандесартан
Кандесартан — антигіпертензивний засіб, селективний антагоніст рецепторів ангіотензину II (типу АТ1). Фармакологічна дія кандесартану зумовлена гальмуванням ефектів ренін-ангіотензин-альдостеронової системи на рівні рецепторів ангіотензину II першого типу. Внаслідок блокади АТ1-рецепторів запобігається розвиток ефектів ангіотензину ІІ: звільнення альдостерону, реніну, вазопростану, катехоламінів, реабсорбція натрію і води; все це призводить до зниження підвищеного артеріального тиску, загального периферічного судинного опору, підвищується нирковий кровообіг, швидкість клубочкової фільтрації, компенсаційно підвищується активність реніну плазми, підвищується концентрація ангіотензину I та II. Кандесартан як селективний антагоніст рецепторів ангіотензину II не впливає на метаболізм брадикініну та інших пептидів.

## Фармакокінетика
Прийом препарату один раз на добу забезпечує ефективне зниження артеріального тиску протягом 24 год. Препарат після перорального приймання швидко і повністю гідролізується в слизовій оболонці травного тракту до біоактивної речовини — кандесартану. Після перорального прийому препарату абсолютна біодоступність кандесартану становить 15%. Після перорального прийому максимальна концентрація препарату в крові реєструється через 3 — 4 год. Одночасний прийом їжі не впливає на біодоступність препарату. Рівень зв'язування з білками плазми високий (> 99%). Об'єм розподілу кандесартану становить 0,13 л/кг; проникає через плацентарний бар'єр, не проникає через гематоенцефалічний бар'єр. Незначна кількість кандесартану метаболізується в печінці за участю цитохрому Р450 СУР2С до неактивного метаболіту. Період напіввиведення препарату становить 9 год. 33% препарату екскретується з сечею і 67% — з фекаліями. Гіпотензивний ефект розвивається поступово і зберігається до 24 год. Нирковий кліренс становить 0,19 мл/хв/кг.

## Показання для застосування
- Артеріальна гіпертензія.
- Хронічна серцева недостатність і порушення систолічної функції лівого шлуночка (зниження ФВЛШ < 40%) як додаткова терапія до інгібіторів ангіотензинперетворюючого ферменту (АПФ) або при непереносимості інгібіторів АПФ.

## Торгові назви
| Торгова назва | Фірма                          | Країна  |
| ------------- | ------------------------------ | ------- |
| Касарк        | Arterium/ВАТ «Київмедпрепарат» | Україна |
| Кандесар      | Ranbaxy Laboratories Limited   | Індія   |